# Туджух
Туджух — потухший вулкан в Индонезии.
Находится в провинции Джамби, на западе центральной части острова Суматра, недалеко от западного побережья, примерно в 130 км к югу от города Паданг. Он расположен в нескольких километрах к востоку от вулкана Керинчи. Высота над уровнем моря на 2604 метров. В кальдере вулкана образовалось озеро Гунунгтуджух.